# 루차 리브레

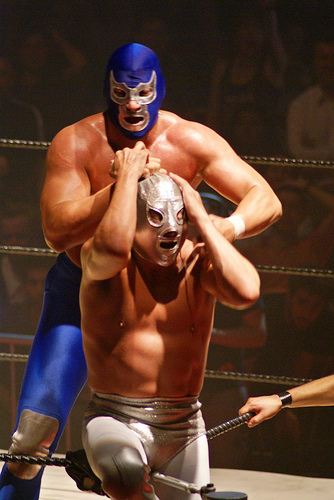
Blue Demon Jr. 대 El Hijo Del Santo.

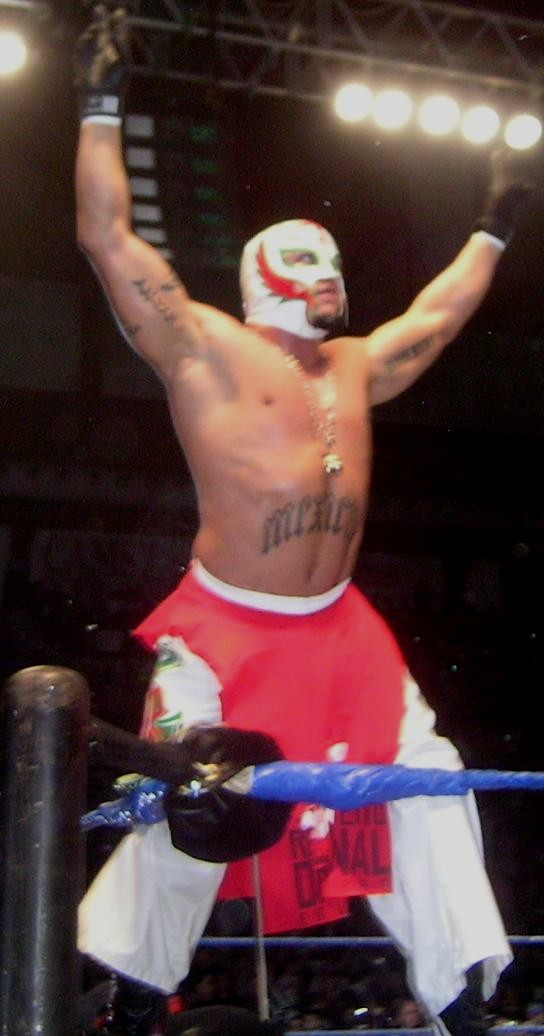
가장 잘 알려진 루차 레슬러 중 한 명인 레이 미스테리오

루차 리브레(lucha libre)는 스페인어로 ‘자유로운 싸움’이라는 뜻으로, 멕시코를 비롯한 스페인어를 사용하는 국가에서 일반적인 프로 레슬링을 가리키는 말로 사용된다. 스페인어를 사용하지 않는 지역에서는 멕시코나 다른 라틴 아메리카 국가들에서 행해지는 프로 레슬링의 양식을 지칭하는 말로 사용된다. 이런 루차 리브레를 하는 사람은 루차도르(luchador, 복수형은 루차도레스 luchadores)라고 부른다.
루차 리브레의 특징은 잡기와 기술, 특히 공중 기술을 재빠르게 연이어 구사하는 데 중점을 두고 있다는 것이다. 미국이나 캐나다의 힘을 중시하는 레슬링과 대조적이지만, 미국의 프로모션이나 일본의 슛 스타일에서도 받아들여지고 있다.

## 역사
멕시코 레슬링의 기원에 대한 설은 다양하지만 가장 일반적으로 받아들여지는 이야기는 1929년 살바도르 루터로쓰가 미국 텍사스주의 리버티 홀에서 레슬링 경기를 보고 멕시코에 전파했다는 것이다. 1933년 그는 소수의 부유한 후원자들을 모아 회사를 차렸고, 미국을 비롯한 전 세계에서 레슬러들을 초청해 큰 성공을 거두었다. 1936년에는 스페인 내전이 발발해 스페인의 많은 레슬러들과 업계 종사자들이 멕시코로 옮겨오게 되었고, 멕시코 레슬링의 경기와 관리의 질이 올라가며 폭발적으로 성장하게 되었다.

## 마스크

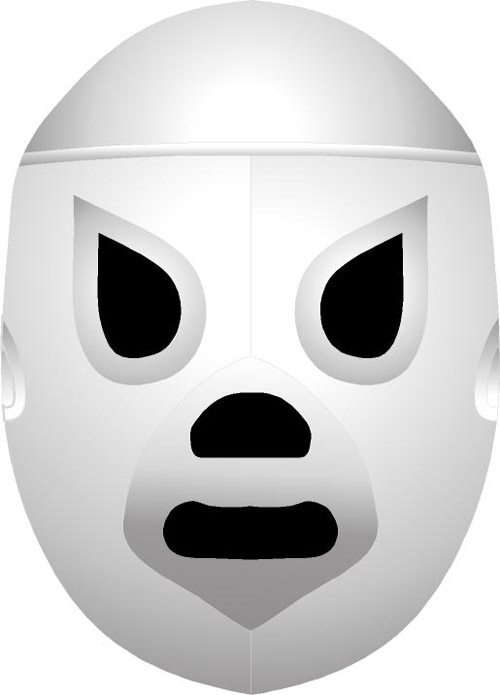
엘 산토의 가면

마스크는 루차 리브레의 시작부터 함께 해왔다. 초기의 마스크는 레슬러들을 구분하기 위한 단순하고 기본적인 색상만 사용했다. 엘 산토El Santo나 닥터 바그너Dr.Wagner의 경우, 마스크에 특별한 무늬가 없고 흰 색으로만 되어있다.
그러나, 현대의 루차 리브레에서는 동물이나 신, 고대의 영웅 등을 묘사한 화려한 디자인이 주류를 이루고 있다. 대표적인 예로 멕시코, 미국, 푸에르티리코, 독일, 일본 등에서 활약한 형제 루차도르 밀 마스카라스Mil Mascaras, 도스 카라스Dos Caras 중 형인 밀 마스카라스의 경우, '천 개의 가면'을 의미하는 이름답게 매 경기마다 경기용 마스크 위에 오버마스크라 불리는 화려한 디자인의 마스크를 덧쓰고 나와 경기 전에 팬들에게 서비스로 던져주는 퍼포먼스를 보인 것으로 유명하다.
사실상 멕시코의 거의 모든 루차도르들이 마스크를 쓰고 선수 생활을 시작한다.
루차도르는 대중 앞에 나설 때도 종종 마스크를 쓰고 나타난다. 사실상, 마스크 자체가 루차도르를 의미한다. 밀 마스카라스Mil Mascaras, 도스 카라스Dos Caras, 카네크Canek의 경우, 공식석상에 언제나 마스크를 쓴 채 나타나고 있다. (밀 마스카라스의 경우 1942년 생으로 현재도 현역이다.) 멕시코에서 가장 유명하고 사랑받은 루차도르인 엘 산토El Santo는 은퇴 후에도 마스크를 벗지 않았고, 죽어서도 마스크를 쓴 채 땅에 묻혔다. 또한, 엘 산토와 밀 마스카라스등은 전성기 시절, 활극 영화의 주인공으로도 여러차례 출연한 적이 있었는데, 마스크를 쓴 채 연기를 했다.
많은 선수들이 은퇴 경기에서 마스크를 벗음으로 인해 캐릭터로서의 정체성을 상실하게 된다.

## 참고 문헌
- The History of Lucha Libre - 루차 리브레의 역사
- Paul Allatson (2007). Key Terms in Latino/a Cultural And Literary Studies[2]. Blackwell Publishing. ISBN 1-4051-0250-0.